# Friedrich Albert Hauber

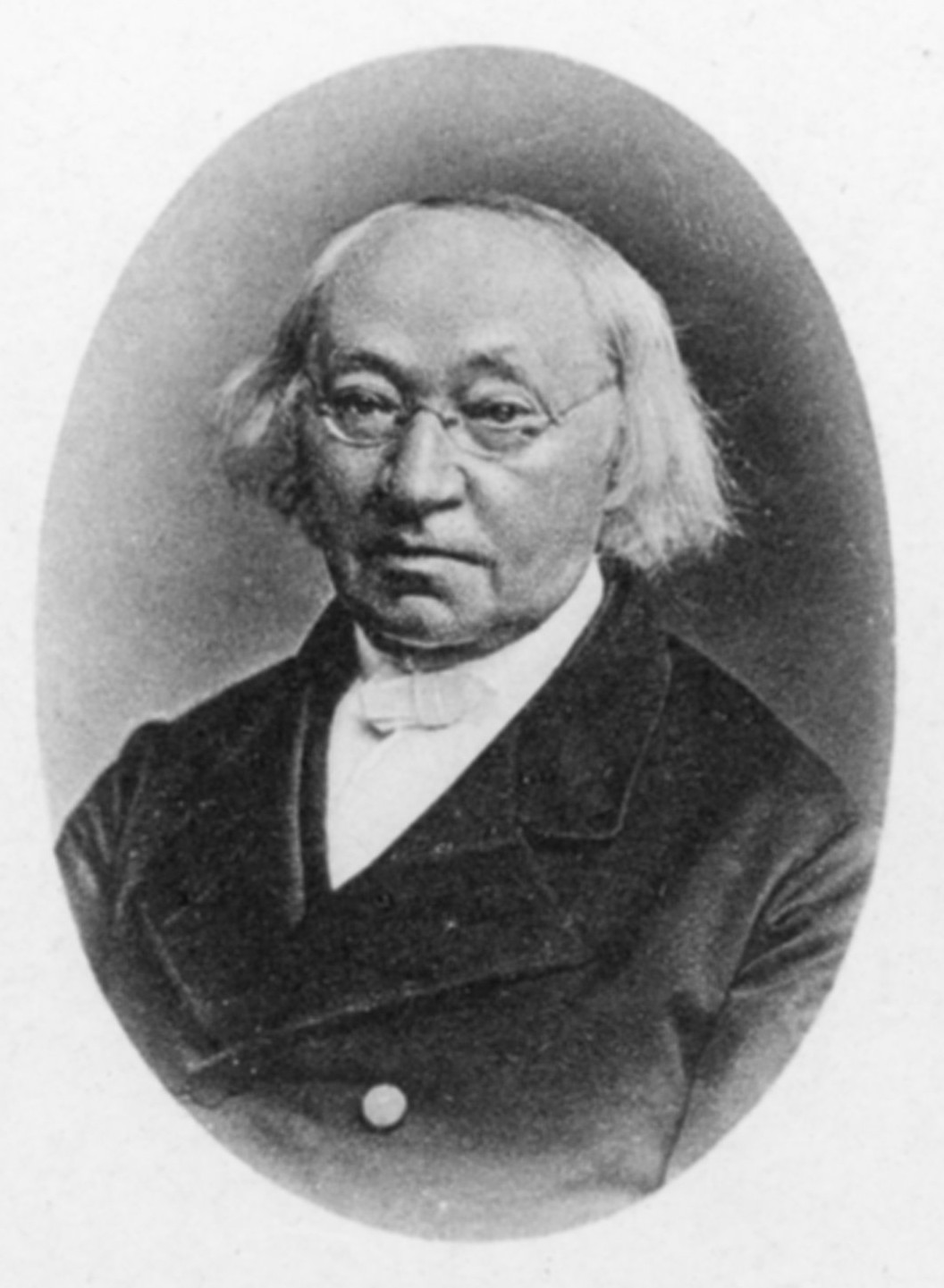
Friedrich Albert Hauber

Friedrich Albert Hauber, ab 1861 von Hauber (* 14. Dezember 1806 in Stuttgart; † 14. September 1883 in Ludwigsburg), war ein deutscher evangelischer Theologe und Prälat. 

## Beruf
Nach dem Besuch des Gymnasiums in Stuttgart besuchte Hauber von 1820 bis 1824 das Evangelisch-theologische Seminar in Maulbronn und in Schöntal. Von 1824 bis 1829 Studium der evangelischen Theologie und der Philosophie am Tübinger Stift. Danach war er Vikar in Stuttgart, 1832 wurde er Repetent am Stift in Tübingen. 1833 und 1834 unternahm er eine wissenschaftliche Reise, die ihn unter anderem nach Berlin, Bonn, Dresden, Hannover, Hamburg und Wien führte.  1834 wurde er Helfer in Nürtingen, 1841 Mitglied der außerordentlichen Synode und 1843 Mitglied der Choralbuchkommission. 1843 ging er als Archidiakon nach Tübingen, dort war er zugleich Beisitzer des ehegerichtlichen Senats. 1846 wurde der promovierte Theologe Lehrbeauftragter für württembergische Kirchen- und Schulgesetzgebung an der Universität Tübingen und 1848 Dekan in Tübingen.
Im Jahr 1851 wurde er Prälat und Generalsuperintendent in Ulm und zugleich Beisitzer des ehegerichtlichen Senats. Ab 1868 war er Prälat und Generalsuperintendent in Ludwigsburg und dort auch Mitglied der Lehrplankommission. 1869 wurde er Abgeordneter für Eßlingen und 1874 Abgeordneter als landesherrliches Mitglied zur Landessynode.

## Politik
Die Generalsuperintendenten der evangelischen Landeskirche waren Kraft Amtes privilegierte Mitglieder der Zweiten Kammer des württembergischen Landtags. Albert Hauber trat nach seiner Ernennung in Ulm deshalb auch 1851 in den Landtag ein. Er übte das Amt bis zu seinem Tod 1883 aus.

## Veröffentlichungen (Auswahl)
- Vertheidigung des evangelischen Stiftes in Tübingen gegen deformirende Tendenzen, und Vorschläge zu einer wesentlichen Reform desselben. Köhler, Stuttgart 1842.
- Recht und Brauch der evangelisch-lutherischen Kirche Württembergs. 2 Bde., E. Hallberger, Stuttgart 1854–56.
  - Bd. 1: Kirchenregiment, Gottesdienst und Zucht
  - Bd. 2: Ehesachen
- Evangelisches Hauspredigtbuch. Predigten über die Evangelien an sämmtlichen Sonn-, Fest- u. Feiertagen, zum Gebrauche bei der häuslichen Erbauung. Ebner, Ulm 21863.
- Evangelisches Haus-Gebetbuch, Gebete zum Morgen- und Abendsegen, auf alle Tage des Jahres. Ebner, Ulm 1866.
- Predigten und Andachten für die häusliche Erbauung von Hauber und Stark. J. Ebner, Ulm 1882.

## Ehrungen und Nobilitierung
- 1861 Ritterkreuz 1. Klasse des Ordens der Württembergischen Krone, welches mit dem persönlichen Adelstitel (Nobilitierung) verbunden war.
- 1870 Kriegsgedenkmünze für Nichtkombattanten
- 1874 Kommenturkreuz 2. Klasse des Friedrichs-Ordens
- 1874 Kommandeurkreuz des Kaiserlich Russischen St.-Annen-Ordens
- 1877 Kommenturkreuz des Ordens der Württembergischen Krone